# Austrosaure
L'austrosaure (Austrosaurus, "llangardaix del sud") és un gènere de dinosaure sauròpode de la formació de Winton, del Cretaci inferior (98-95 milions d'anys) del centre-oest de Queensland, Austràlia.